# کریستینا کوسنتینو
کریستینا کوسنتینو (اسپانیایی: Cristina Cosentino‎؛ زادهٔ ۲۲ دسامبر ۱۹۹۷) بازیکن هاکی روی چمن زن اهل آرژانتین است.